# Список объектов всемирного наследия ЮНЕСКО в Федеративных Штатах Микронезии
В списке Всеми́рного насле́дия ЮНЕ́СКО в Федерати́вных Шта́тах Микроне́зии, по состоянию на 2016 год, значится один объект. Еще один находятся в числе кандидатов на включение в список. Микронезия ратифицировала Конвенцию об охране всемирного культурного и природного наследия 22 июля 2002 года.

## Список
| # | Изображение | Название | Год внесения в список | Время создания | Местоположение        | №    | Критерии          |
| - | ----------- | --- | --------------------- | -------------- | --------------------- | ---- | ----------------- |
| 1 |             | Нан-Мадол, церемониальный центр Восточной Микронезии (англ. Ceremonial Centres of the Early Micronesian States: Nan Madol and Lelu ) | 2012                  | VIII—XIII века | Штаты: Понпеи, Кусаие | 5652 | i, iii, iv, v, vi |

## Предварительный список
В таблице объекты расположены в порядке их добавления в предварительный список. В данном списке указаны объекты, предложенные правительством Федеративных Штатов Микронезии в качестве кандидатов на занесение в список всемирного наследия.
| # | Изображение | Название                                              | Год внесения в список | Время создания | Местоположение      | №    | Критерии       |
| - | ----------- | ----------------------------------------------------- | --------------------- | -------------- | ------------------- | ---- | -------------- |
| 1 |             | Япские диски (англ. Yapese Disk Money Regional Sites) | 2004                  | VI—XV века     | Остров: Яп Штат: Яп | 1994 | i, ii, iii, iv |